# 킹덤 하츠 III
《킹덤 하츠 III》(영어: Kingdom Hearts III, 일본어: キングダム ハーツIII)는 스퀘어 에닉스가 플레이스테이션 4와 엑스박스 원용으로 개발, 배급한 2019년 액션 롤플레잉 게임이다. 킹덤 하츠 시리즈 가운데 12번째 게임으로, 오리지널 게임에서 시작된 "다크 시커 사가" 스토리 결말을 다룬다.
킹덤 하츠 3의 콘셉트는 일본에서 킹덤 하츠 2가 발매된 뒤인 2005년 초에 시작되었으나 여러 루머와 추측이 난무한 수년이 흐른 2013년 들어서야 발표되었다. 이 게임은 시리즈의 반복되는 게임플레이 요소들을 제공하며 총 5명까지 파티를 확장하고 다양한 디즈니 파크 어트랙션을 담은 새로운 어트랙션 플로(attraction flow) 공격을 선보이며 1980년대 LCD 게임 스타일의 클래식 월트 디즈니 프로덕션 미키 마우스 카툰의 영향을 받은 미니게임들이 포함되어 있다.
킹덤 하츠 3는 2019년 1월 전 세계에 발매되었으며 비평가들로부터 대체적으로 긍정적인 평가를 받았다. 출시 첫 주만에 500만 부 이상이 판매되었으며 시리즈 사상 베스트셀러 게임이자 가장 빠르게 판매된 게임이 되었다. 다운로드 가능 콘텐츠 게임 확장팩 "킹덤 하츠 3 리마인드"(영어: Kingdom Hearts III Re Mind, 일본어: キングダム ハーツIII リマインド)는 플레이스테이션 4용으로 2020년 1월 23일 발매되었으며 엑스박스 원용으로는 1월 25일 발매가 예정되었다.

## 게임플레이
킹덤 하츠 3의 게임플레이는 핵 앤드 슬래시 전투가 포함되는 등 전작과 비슷하며 감독 노무라 데츠야는 킹덤 하츠에서부터 킹덤 하츠 2에 이르기까지 보였던 것과 비슷하게 킹덤 하츠 2에 보이는 시스템 라인을 따라갈 것이고 킹덤 하츠 3D: 드림 드롭 디스턴스의 게임플레이와 상당히 결부된다고 언급했다.

## 평가
킹덤 하츠 3는 비디오 게임 리뷰 애그리게이터 메타크리틱에 따르면 대체적으로 호의적인 평가를 받았다.